# Siemieński Hrabia
Siemieński Hrabia – polski herb hrabiowski, odmiana herbu Dąbrowa, nadany w Galicji.

## Opis herbu
Opis zgodnie z klasycznymi regułami blazonowania:
Tarcza dzielona w krzyż z polem sercowym. W polach I i IV, czerwonych, w zwrocie heraldycznym rycerz w zbroi srebrnej, z otwartą przyłbicą, wąsy czarne, w prawicy miecz wzniesiony do cięcia, w lewicy głowa z wąsami czarnymi, trzymana za włosy czarne, z odciętej szyi cieknąca krew; w polach II i III srebrnych sztandar błękitny ze skrajem złotym na takimż drzewcu o grocie srebrnym w prawy skos; w polu sercowym herb Dąbrowa. Nad tarczą korona hrabiowska, nad którą trzy hełmy z klejnotami: I skrzydło orle czarne przeszyte strzałą naturalną w lewo skos; II pół rycerza jak w tarczy; III sztandar w słup jak na tarczy. Labry I błękitne, z prawej podbite srebrem, z lewej złotem; II czerwone podbite srebrem; III błękitne podbite srebrem.

## Najwcześniejsze wzmianki
Nadany wraz z tytułem hrabiego (hoch- und wohlgeboren, graf von) 3 lutego 1779 w Galicji (drugi dyplom 29 maja 1781 dla krajów dziedzicznych) Wilhelmowi Siemieńskiemu. Podstawą nadania był dyplom z 1775 roku dla polskiego generała majora i starosty bieckiego, oraz wywód szlachectwa do czterech generacji wstecz.

## Herbowni
Jedna rodzina herbownych (herb własny):
- graf von Stawczyn-Siemieński von Biecz.

Predykat Stawczyn jest błędny, pierwotnie miało być Sławczyn – miejscowość w ziemi wiskiej skąd wywodzi się rodzina obdarowanego.